# Alexandra Galinova
Alexandra Galinova (* 1936 in Breslau als Ursula Rogmann) ist eine deutsche Künstlerin. Einige ihrer Gemälde und Arbeiten auf Papier hat sie seit 2008 der Sammlung Prinzhorn der Psychiatrischen Universitätsklinik in Heidelberg geschenkt.

## Leben und Werk
Die Künstlerin heißt mit bürgerlichem Namen Ursula Rogmann. Galinova ist ursprünglich Philologin und arbeitete als Lehrerin an einem Düsseldorfer Gymnasium. Eine schwere Erkrankung bewirkte eine sehr intensive Phase des Malens, in der mehrere Bilderzyklen entstanden.
Galinova ist Autodidaktin und Vertreterin der Outsider-Art. Ihre bekanntesten Werke sind farbkräftige Bilder und malerische Auseinandersetzungen mit Themen wie Angst, Depression, Traumata und Psychiatrieerfahrungen. So erzählt z. B. das Gemälde „Der Fall ins Dunkel“ von den Angsterfahrungen einer Frau und den Abgründen, die sich vor ihr aufgetan haben. Sie befasst sich in ihrer Kunst auch mit Sexualität und prangert sexuelle Gewalt an. Kunst dient Galinova häufig dazu, erlittene Traumata ans Licht zu holen und zu ergründen. Aber auch heitere Themen, wie Tanz, Blumen und Tiere, oder Märchen, griechische Mythen und biblische Geschichten sind Teil ihres Oeuvres. Galinova arbeitet auch als Märchenerzählerin und lebt in Düsseldorf.

## Ausstellungen
- 1987/1988 Weihnachts-Ausstellung: Grimms Märchen im Landesmuseum für Volk- und Wirtschaft, Düsseldorf (Einzelausstellung)[7]
- 1988/1989 Weihnachts-Ausstellung: Grimms Märchen. Niederrheinisches Museum Kevelaer, Kevelaer (Einzelausstellung)[7]
- 2009: „Wahnsinn“ im Marburger Kunstverein[8]
- 2010/2011: „Sexualität und Sehnsucht. Kunst aus psychiatrischem Kontext von 1900 bis heute“ im Museum für Kunst und Kulturgeschichte Dortmund[9]
- 2016: „Gegen Faulheit. Neues und Ungesehenes aus der Sammlung Prinzhorn“ im Heidelberger Kunstverein[3][10]
- 2017/2018: „Das Team als Kurator. Neues und Unbekanntes aus der Sammlung Prinzhorn“ im Museum Prinzhorn[11]

## Bilder auf Buchcovern
- Cover des Lehrbuchs von Günther H. Seidler: Psychotraumatologie[12]
- Cover des Handbuchs von Wulf Rössler und Birgit Matter (Hrsg.): Kunst- und Ausdruckstherapien: ein Handbuch für die psychiatrische und psychosoziale Praxis[13]